# هنری کالوین
هنری کالوین (به انگلیسی: Henry Calvin) (زاده ۲۵ می ۱۹۱۸ - درگذشته ۶ اکتبر ۱۹۷۵) بازیگر آمریکایی بود.
وی متولد شهر دالاس در ایالت تگزاس است. کالوین پیش از شروع بازیگری، در دانشگاه متودیست جنوبی مشغول به تحصیل بود.
وی را بخاطر نقش‌آفرینی در زورو در نقش گروهبان گارسیا می‌شناسند.

## پیوند
- هنری کالوین در بانک اطلاعات اینترنتی فیلم‌ها